# Paral·lel 82° sud
El paral·lel 82° sud és una línia de latitud que es troba a 82 graus sud de la línia equatorial terrestre. Travessa l'Antàrtida i la seva plataforma de gel.

## Geografia
En el sistema geodèsic WGS84, al nivell de 82° de latitud sud, un grau de longitud equival a 15,544 km; la longitud total del paral·lel és de 5.596 km, que és aproximadament 15,5% de la de l'equador, del que es troba a 9.108 km i a 893 km del pol Sud

## Arreu del món
A partir del Meridià de Greenwich i cap a l'est, el paral·lel 82° sud passa per: 
| Zona                                          | Inici                                      | Fi                                         | Longitud (km) |
| --------------------------------------------- | ------------------------------------------ | ------------------------------------------ | ------------- |
| Antàrtida                                     | 82° 00′ S, 43° 10′ O / 82.000°S,43.167°O   | 82° 00′ S, 163° 18′ E / 82.000°S,163.300°E | 3.209         |
| Oceà Antàrtic (barrera de gel de Ross)        | 82° 00′ S, 163° 18′ E / 82.000°S,163.300°E | 82° 00′ S, 153° 17′ O / 82.000°S,153.283°O | 675           |
| Antàrtida                                     | 82° 00′ S, 153° 17′ O / 82.000°S,153.283°O | 82° 00′ S, 65° 59′ O / 82.000°S,65.983°O   | 1.357         |
| Oceà Antàrtic (barrera de gel Filchner-Ronne) | 82° 00′ S, 65° 59′ O / 82.000°S,65.983°O   | 82° 00′ S, 51° 06′ O / 82.000°S,51.100°O   | 231           |
| Antàrtida                                     | 82° 00′ S, 51° 06′ O / 82.000°S,51.100°O   | 82° 00′ S, 46° 17′ O / 82.000°S,46.283°O   | 75            |
| Oceà Antàrtic (barrera de gel Filchner-Ronne) | 82° 00′ S, 46° 17′ O / 82.000°S,46.283°O   | 82° 00′ S, 43° 10′ O / 82.000°S,43.167°O   | 48            |